# Маттироло, Оресте
Оре́сте Маттиро́ло (итал. Oreste Mattirolo; 7 декабря 1856 — 3 декабря 1947) — итальянский ботаник, миколог и врач, профессор Туринского университета на протяжении более 30 лет.

## Биография
Родился в Турине 7 декабря 1856 года в семье Джероламо Маттироло. Учился в Туринском университете под руководством Джованни Батисты Дельпонте и Джузеппе Джибелли. В 1876 году получил диплом по естественным наукам, в 1879 году — по медицине и хирургии. Некоторое время также учился в Страсбурге у Антона де Бари.
С 1881 года — ассистент Джованни Арканджели, затем — Джибелли.
В декабре 1894 года Маттироло был назначен экстраординарным профессором, годом позднее — профессором ботаники Болонского университета и директором Ботанического сада при университете. С 1897 года — во Флоренции, где являлся профессором Флорентийского университета и директором ботанического сада.
В 1899 году перешёл в Туринский университет, заняв пост профессора ботаники и должность директора университетского ботанического сада. С 1921 года руководил Школой фармации при университете. В 1932 году стал почётным профессором Туринского университета, до 1937 года продолжая преподавательскую деятельность.
В 1908 году Маттироло избран президентом Туринской сельскохозяйственной академии, с 1918 по 1920 год был президентом Итальянского ботанического общества. В 1940—1943 годах был членом Государственной сельскохозяйственной комиссии.
Скончался в возрасте 90 лет 3 декабря 1947 года.

## Некоторые научные работы
- Mattirolo O. Il genere Cerebella di Vincenzo Cesati. — Memorie della Reale Accademia delle Scienze dell'Istituto di Bologna ser. 5. — Bologna, 1897. — Vol. 6. — P. 663—684.
- Mattirolo O. Gli ipogei di Sardegna e di Sicilia. — Malpighia. — Genova, 1900. — Vol. 14. — P. 39—106.
- Mattirolo O. La flora segusina dopo gli studi di G.F. Re. — Memorie della Reale accademia delle scienze di Torino ser. 2. — Torino, 1907. — Vol. 58. — P. 217—300.
- Mattirolo O. Phytoalimurgia pedemontana. — Torino, 1918. — 180 p.
- Mattirolo O. Catalogo ragionato dei funghi ipogei. — Zurigo, 1935. — 53 p.

## Роды грибов, названные именем О. Маттироло
- Mattirolella S.Colla, 1929
- Mattirolia Berl. & Bres., 1889
- Mattirolomyces E.Fisch., 1938